# Сухоставец
Сухоставец (укр. Сухоставець) — село в Прилукском районе Черниговской области Украины. Население — 60 человек. Занимает площадь 0,631 км².
Код КОАТУУ: 7424184003. Почтовый индекс: 17571. Телефонный код: +380 4637.

## Власть
Орган местного самоуправления — Каневщинский сельский совет. Почтовый адрес: 17571, Черниговская обл., Прилукский р-н, с. Каневщина, ул. Г. Степанюка, 25.